# Borstgrasweide
Die Borstgrasweide, auch  Borstgras-Trift oder  Borstgrasrasen ist eine unter menschlichem Einfluss (anthropogen) entstandene, Weide oder Wiese, die von der namensgebenden Grasart Borstgras (Nardus stricta) dominiert ist. Sie gehört zu den Magerrasen.

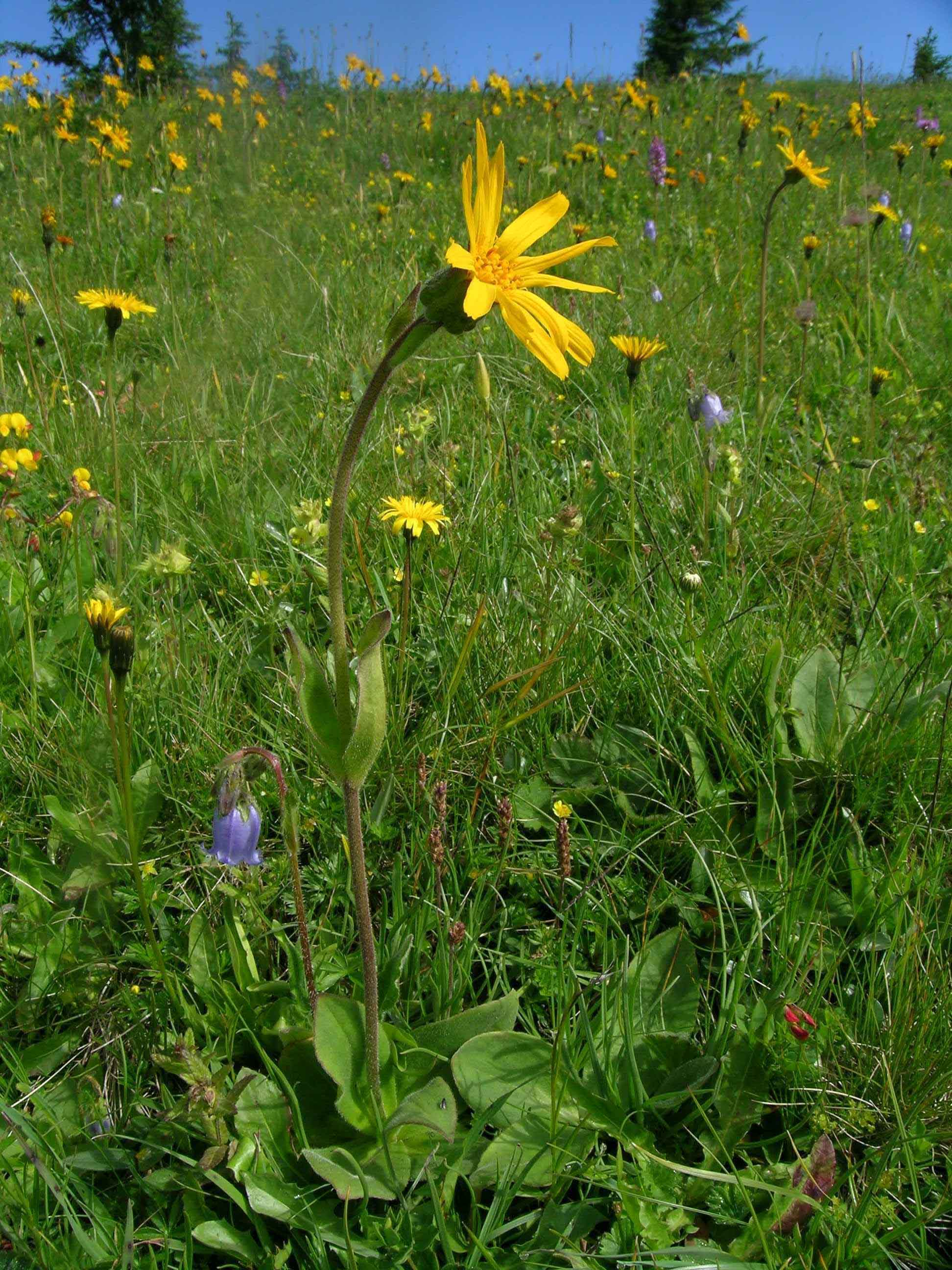
Borstgrasweide mit Arnika

## Systematik
Gemein mit den in der Artenzusammensetzung nahe verwandten Heiden bilden die Borstgrasrasen die Klasse Nardo-Callunetea im pflanzensoziologischen System. Die Borstgrasrasen selbst bilden darin die Ordnung Nardetalia. Weiter aufgetrennt werden sie nach der Höhenstufe. Die Borstgrasrasen der höheren Lagen (Alpen und höhere Mittelgebirge wie Schwarzwald, Vogesen, Böhmerwald) werden im Verband Nardion zusammengefasst. Die Borstgrasrasen des Tieflands und der niedrigen Mittelgebirge bilden den Verband Violion caninae, benannt nach dem Hunds-Veilchen. Vernässte Borstgrasrasen, häufig im Übergang zu Mooren, bilden den Verband Juncion squarrosi, benannt nach der Sparrigen Binse. Die Aufspaltung dieser Einheiten in Assoziationen wird je nach Auffassung verschieden gehandhabt. Der klassischen Ansicht nach (z. B. nach Oberdorfer) existiert eine Vielzahl von lokal verbreiteten Assoziationen. Manche Autoren fassen diese Lokal-Assoziationen (als geographische Form) zu weit gefassten Gesellschaften zusammen. Die „klassischen“ Borstgrasrasen, das Aveno-Nardetum und das Nardetum alpigenum, sind Gesellschaften, die von der subalpinen Wald-Grenzlage an talwärts verbreitet sind. Sie sind durch Waldrodung entstanden. (Manchmal werden auch sehr kleinflächige natürliche Vorkommen in waldfeindlichen Randzonen von Mooren, auf Felsen und auf locken Felsgrus- oder Sandböden diskutiert. Ob diese tatsächlich existiert haben, ist umstritten.) Am oberen Ende gehen sie unscharf begrenzt in die (von Natur aus baumfreien) alpinen Rasen über, meist Krummseggenrasen. Borstgrasrasen sind die charakteristische Vegetation der ungedüngten Almwiesen auf sauren Böden.

## Verbreitung und Standorte
Borstgrasrasen sind eine charakteristische Vegetationsform des regenreichen Nord- und Nordwesteuropa (atlantische und subatlantische Verbreitung). Im regenärmeren Ost- und Zentraleuropa mit kontinentalem Klima werden sie durch andere Einheiten ersetzt. Dies gilt z. B. bereits für die regenarmen inneralpinen Trockentäler. Die Höhenverbreitung der Borstgrasrasen reicht von Meeresspiegelhöhe bis an die alpine Waldgrenze.
Die Borstgrasweiden kommen besonders verbreitet von der oberen subalpinen Stufe bis zur unteren alpinen Stufe (1600–2500 m über dem Meeresspiegel) auf flachen bis schwach geneigten Hängen vor. Sie sind ausschließlich auf sauren Böden verbreitet, alle Charakterarten, einschließlich des Borstgrases selbst, sind kalkmeidend.  Manchmal entstehen sie auch auf Karbonatgestein, wobei beim letzteren die Böden ausgewaschen und somit basenarm sind, d. h. besonders häufig in sehr regenreichen (humiden) Lagen. Die Böden sind tiefgründig, sauer (pH 4,3–5,5) und nährstoffarm. Borstgrasweiden extrem saurer Böden sind sehr artenarm. Auf etwas basenreicheren (aber kalkfreien) Böden kommen artenreichere Ausprägungen vor, die manchmal sehr blütenreich sein können.
Der prägende Faktor des Nardetum ist die Beweidung. Das selektive Fressen des Viehs führt dazu, dass beliebte Pflanzen (Pflanzen, die von diesen Tieren gerne gefressen werden) mit der Zeit fast ausgemerzt werden und unbeliebte (stachelige, haarige, giftige) sich anreichern können. Die Nährstoffarmut wird verstärkt durch die Tendenz des Viehs, die konsumierten Nährstoffe an anderen Stellen (über Nacht bei Alphütten (Bezeichnung in der Schweiz, in Deutschland Almhütten genannt)) wieder abzulagern und sie somit dem Nardetum zu entziehen.

## Artenzusammensetzung

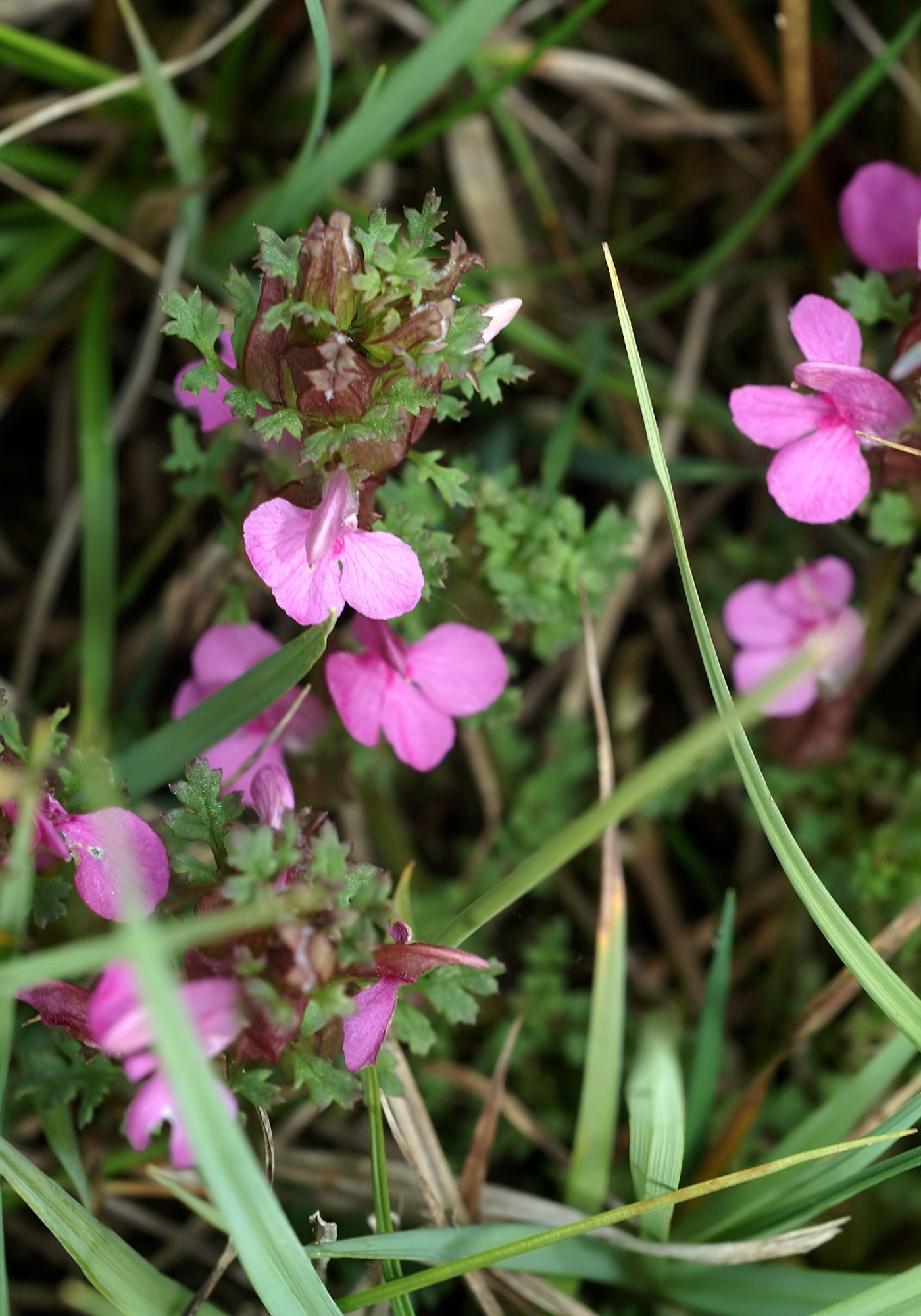
Wald-Läusekraut (Pedicularis sylvatica)

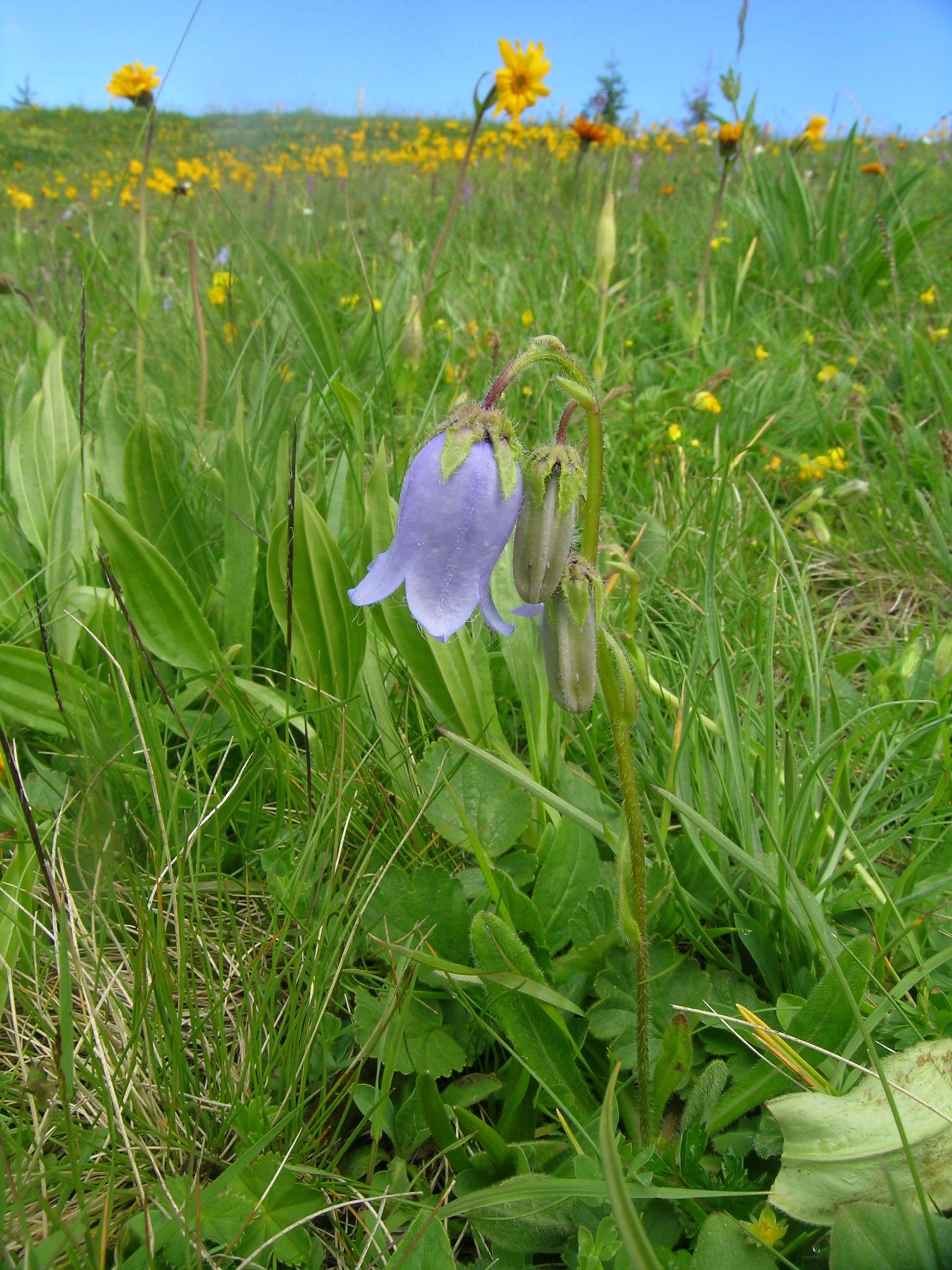
Bärtige Glockenblume (Campanula barbata)

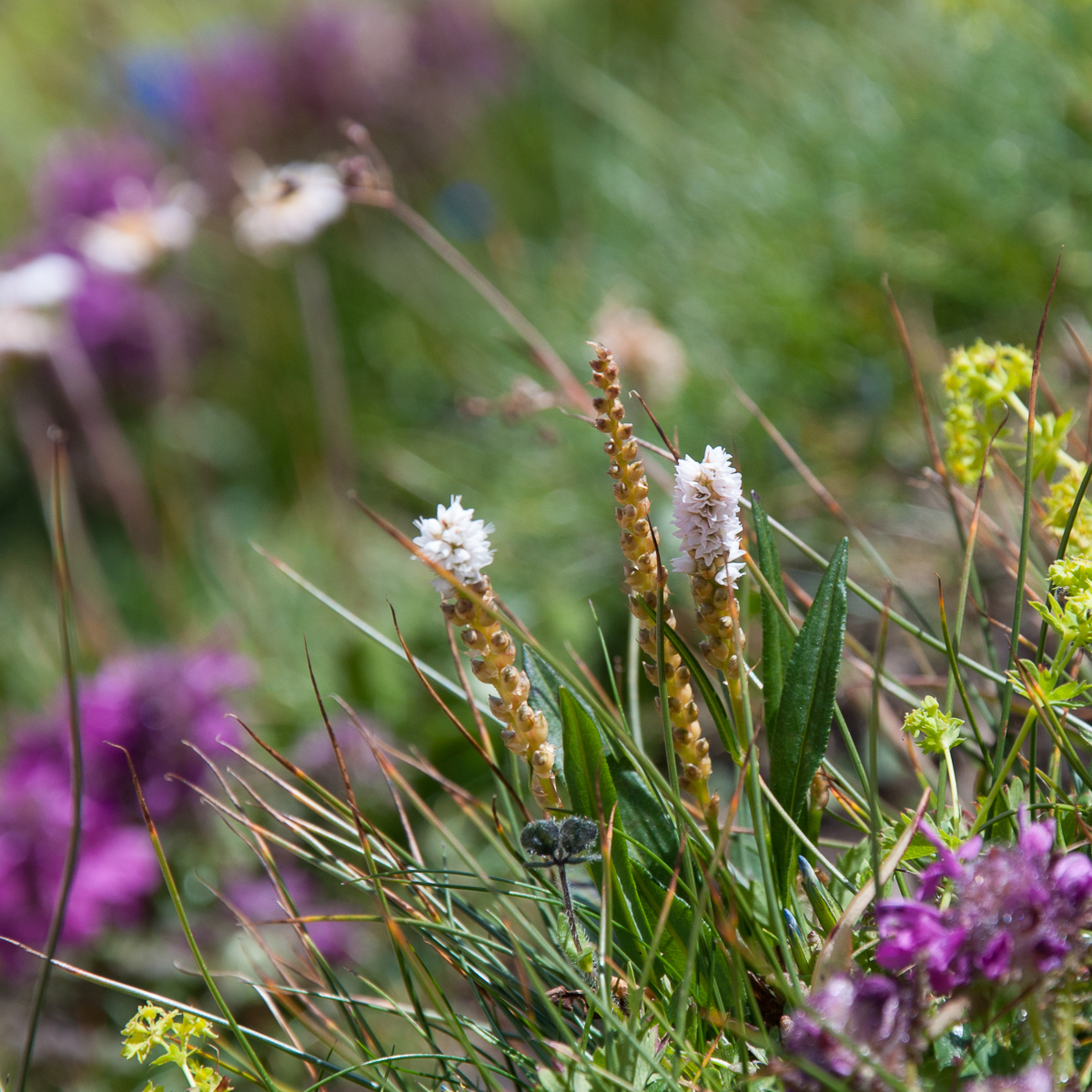
Knöllchen-Knöterich (Bistorta vivipara)

Die Artenzusammensetzung bei Borstgrasrasen ist von mehreren Faktoren wie Feuchtegrad oder Höhenlage abhängig. Typische Zeigerarten für artenreiche Borstgrasrasen sind neben dem Borstgras (Nardus stricta), Arnika (Arnica montana), Gold-Fingerkraut (Potentilla aurea), Gewöhnliches Katzenpfötchen (Antennaria dioica), Schaf-Schwingel (Festuca ovina), Harzer Labkraut (Galium saxatile), Geflecktes Ferkelkraut (Hypochaeris maculata), Wald-Läusekraut (Pedicularis sylvatica), Zweiblättrige Waldhyazinthe (Platanthera bifolia), Gewöhnliche Kreuzblume (Polygala vulgaris), Hunds-Veilchen (Viola canina) und Sumpf-Veilchen (Viola palustris).
Auf einer untersuchten Fläche, die zum Geo montani-Nardetum strictae gehört, auf der Schynigen Platte (Schweiz, Kanton Bern) auf einer Meereshöhe von ca. 1960 m, wurden folgende Arten gefunden:
- Häufige Arten:
  - Borstgras (Nardus stricta), geringer Futterwert, wird nur jung gefressen
  - Horst-Segge (Carex sempervirens),
  - Arnika (Arnica montana), giftig
  - Kochscher Enzian (Gentiana acaulis), giftig
  - Blutwurz (Potentilla erecta), geringer Futterwert, reich an Gerbstoffen
  - Berg-Nelkenwurz (Geum montanum), geringer Futterwert, wird kaum gefressen
  - Zottiger Klappertopf (Rhinanthus alectorolophus), giftig
  - Alpen-Hornklee (Lotus alpinus)
  - Blaubeere (Vaccinium myrtillus), Blätter schwach giftig
  - Arznei-Thymian (Thymus pulegioides)

- Weitere Arten:
  - Bärtige Glockenblume (Campanula barbata)
  - Mücken-Händelwurz (Gymnadenia conopsea)
  - Frauenmantel (Alchemilla vulgaris aggr.)
  - Alpen-Wegerich (Plantago alpina)
  - Berg-Wegerich (Plantago atrata)
  - Dorniger Moosfarn (Selaginella selaginoides)
  - Knöllchen-Knöterich (Bistorta vivipara)
  - Kriechender Günsel (Ajuga reptans)
  - Alpen-Kuhschelle (Pulsatilla alpina)
  - Vogelfuß-Segge (Carex ornithopoda)
  - Frühlings-Krokus (Crocus albiflorus).

## Gefährdung und Schutz
Artenreiche Borstgrasrasen auf Silikatböden in der montanen bis submontanen, und seit einer Übereinkunft 1999 auch bis zur planaren Stufe, sind ein auf dem europäischen Festland prioritär zu schützender Lebensraumtyp in den EU-Mitgliedstaaten (Anhang I der Richtlinie 92/43/EWG, Code: 6230).
Dieser Lebensraumtyp ist durch menschliche Einflüsse hochgradig gefährdet. Die Hauptgefährdungsfaktoren sind Entwässerungsmaßnahmen, Ausbringen von natürlichen und künstlichen Düngern sowie Pestiziden, Eutrophierung, Überweidung, Nutzungsaufgabe, Aufforstung, genetische Verarmung aufgrund der Isolation der häufig nur noch sehr kleinräumig ausgeprägten Vorkommen.
| Erhaltungszustände für den Lebensraumtyp 6230 – Artenreiche Borstgrasrasen (Nationale Angaben für den Berichtszeitraum 2007–2012 entsprechend Artikel 17 der Fauna-Flora-Habitat-Richtlinie)                                                   |                   |                                                       |                                                                                 |                                       |                                                                       |                               |        |
| Erhaltungszustand | Erhaltungszustand | ALP                                                   | ATL                                                                             | BOR                                   | CON                                                                   | MED                           | PAN    |
| günstig |                   | Frankreich, Rumänien                                  | ---                                                                             | ---                                   | ---                                                                   | Griechenland                  | ---    |
| unzureichend |                   | Österreich, Belgien, Deutschland, Slowenien, Slowakei | Portugal                                                                        | ---                                   | Bulgarien, Deutschland, Frankreich, Italien                           | Frankreich, Italien, Portugal | ---    |
| schlecht |                   | Italien, Polen, Schweden                              | Belgien, Deutschland, Dänemark, Frankreich, Irland, Niederlande, Großbritannien | Finnland, Lettland, Litauen, Schweden | Österreich, Belgien, Tschechien, Dänemark, Luxemburg, Polen, Schweden | ---                           | Ungarn |
| unbekannt |                   | Spanien                                               | Spanien                                                                         | ---                                   | ---                                                                   | Spanien                       | ---    |
| Biogeografische Regionen: ALP = alpin, ATL = atlantisch, BOR = boreal, CON = kontinental, MED = mediterran, PAN = pannonisch --- = der Erhaltungszustand wurde von keinem EU-Mitgliedstaat für die jeweilige biogeografische Region angegeben. |                   |                                                       |                                                                                 |                                       |                                                                       |                               |        |